# I Luv It (PSY歌曲)
《I Luv It》為南韓歌手PSY的一首單曲，也是他的第八張專輯《4X2=8》之主打單曲。此單曲在2017年5月10日經由YG娛樂發行。此單曲同時由南韓歌手Zico共同創作。

## 背景
此單曲首次在2017年5月3日於專輯曲目預告中揭露，同時作詞者、作曲者以及專輯中的第二首單曲《New Face》也皆揭露。
2017年5月8日，PSY揭露專輯中的第1~5首單曲：《I Luv It》、《New Face》、《Last Scene》、《Love》以及《Bomb》，同時也揭露了專輯封面。

## 音樂影片
此單曲的音樂影片於2017年5月10日發行，影片中包含了南韓演員李炳憲，以及日本搞笑艺人古坂大魔王，而古坂大魔王在影片中所穿著的服裝與他的音樂影片《PPAP》相同。
PSY在記者會上說道：「否古太郎（古坂大魔王）透過YG娛樂日本分公司感謝我。他說他的音樂影片受到我的影響。之後我問他『你想要出現在我的音樂影片中嗎？』」。

## 排行表現
此單曲發行後於《告示牌+Twitter Trending 140排行榜》中名列前茅，另外《New Face》也位居第二名。

## 排行榜
| 榜單名稱（2017年）                           | 最高排名 |
| -------------------------------------------- | -------- |
| Gaon数字榜                                   | 1        |
| 美國（《告示牌》Hot Dance/Electronic Songs） | 29       |

## 外部連結
- YouTube上的I LUV IT